# دارسی لاپیر
دارسی لین لپیر (به انگلیسی؛ Darcy Lynn LaPier) (زاده ۹ ژوئیه ۱۹۶۵) یک بازیگر و مدل آمریکایی است. او بیشتر برای یک سری از ازدواج‌های پرطرفدار شناخته شده‌است. همچنین وی از دانشگاه ایالتی پورتلند (اورگان) فارغ‌التحصیل شد.

## ازدواج
او از سال ۱۹۹۱ تا ۱۹۹۳ با رون رایس، بنیانگذار شرکت کرم‌های ضدآفتاب ازدواج کرد. حاصل این ازدواج، یک دختر به نام استرلینگ است. او سپس در فوریه ۱۹۹۴ با بازیگر ژان کلود ون دام در بانکوک، تایلند، ازدواج کردند. ازدواج آنها تا نوامبر ۱۹۹۷ ادامه یافت. از این ازدواج، پسری به نام نیکلاس (متولد ۱۰ اکتبر ۱۹۹۵)می‌باشد.

## فیلمشناسی
| فیلم | فیلم                | فیلم         | فیلم       |
| سال  | فیلم                | نقش          | یادداشت    |
| ---- | ------------------- | ------------ | ---------- |
| ۱۹۸۹ | بزرگ فکر کن         | دانا         | فیلم مستند |
| ۱۹۹۰ | تله رؤیایی          | نقش نامعلوم  | فوق‌العاده  |
| ۱۹۹۱ | رانندگی دیوانه من   | دختر با تاج  |            |
| ۱۹۹۲ | دردسر اضافه         | همسایهٔ دیوید |            |
| ۱۹۹۴ | مبارز خیابانی       | تاریخ قدیس   |            |
| ۱۹۹۹ | عملیات نیروی دلتا ۳ | آریانا       |            |